# Chrystyna Antonijczuk
Chrystyna Wasyliwna Antonijczuk (ukr. Христина Василівна Антонійчук; ur. 4 września 1990 w Kołomyi) – ukraińska tenisistka. Zawodniczka praworęczna z oburęcznym bekhendem.

## Kariera
W wieku 16 lat wygrała swój pierwszy turniej ITF. W finale w pokonanym polu została Andreja Klepač. Na następny finał czekała ponad rok, we włoskiej Penzie ograła ją Anna Łapuszczenkowa. W Charkowie w 2008 roku zdobyła swój drugi tytuł. Pierwszy tytuł poza granicami Ukrainy zdobyła w 2009 roku w Uzbekistanie. W kolejnym swoim występie, w Charkowie również sięgnęła po najcenniejsze trofeum. Kolejnego finału w Karszy nie ukończyła z powodu kontuzji. Na początku 2010 roku próbowała zakwalifikować się do Australian Open, ale nieskutecznie – przegrała w pierwszej rundzie.
12 maja 2010 roku Międzynarodowa Federacja Tenisowa ogłosiła, że Antonijczuk pod koniec kwietnia została przyłapana na stosowaniu zakazanego środka – furosemidu i zdyskwalifikowana na rok.

## Wygrane turnieje rangi ITF
| turnieje z pulą nagród 100 000 $ |
| turnieje z pulą nagród 75 000 $  |
| turnieje z pulą nagród 50 000 $  |
| turnieje z pulą nagród 25 000 $  |
| turnieje z pulą nagród 15 000 $  |
| turnieje z pulą nagród 10 000 $  |

### Gra pojedyncza
|    | Data       | Turniej          | Kat. | Finalistka          | Wynik            |
| 1. | 18/07/2006 | Dniepropietrowsk | ITF  | Andreja Klepač      | 6:3, 6:7(5), 6:4 |
| 2. | 21/07/2008 | Charków          | ITF  | Iryna Buriaczok     | 6:3, 4:6 6:1     |
| 3. | 27/04/2009 | Namangan         | ITF  | Tetiana Arefiewa    | 6:0, 6:1         |
| 4. | 18/05/2009 | Charków          | ITF  | Oksana Kalasznikowa | 4:6, 6:4, 6:1    |

### Gra podwójna
|    | Data       | Turniej       | Kat. | Partnerka           | Finalistki                        | Wynik          |
| 1. | 27/06/2005 | Heerhugowaard | ITF  | Ana Veselinović     | Marrit Boonstra Nicole Thyssen    | 1:6, 6:2, 7:5  |
| 2. | 08/06/2009 | Karszy        | ITF  | Oksana Kalasznikowa | Çağla Büyükakçay Pemra Özgen      | 5:7, 6:0, 10:6 |
| 3. | 27/03/2010 | Namangan      | ITF  | Ksienija Łykina     | Karolina Kosińska Lenka Wienerová | 6:3, 5:7, 10-8 |

## Finały juniorskich turniejów wielkoszlemowych

### Gra podwójna (1)
| Końcowy wynik | Rok  | Turniej   | Nawierzchnia | Partnerka          | Przeciwniczki                     | Wynik finału |
| Finalistka    | 2006 | Wimbledon | Trawiasta    | Alexandra Dulgheru | Alisa Klejbanowa A. Pawluczenkowa | 1:6, 2:6     |

## Miejsca w rankingu WTA (na koniec sezonu)
| Rok     | 2005 | 2006 | 2007 | 2008 | 2009 | 2010 |
| Miejsce | 703  | 378  | 410  | 317  | 212  | 371  |